# Shiwe Nogwanya
Shiwe Octavia Nogwanya, née le 7 mars 1994 à Kroonstad, est une joueuse de football sud-africaine évoluant au poste d’attaquant.

## Biographie

### Carrière

#### En club
Nogwanya joue pour le club sud-africain de Bloemfontein Celtic FC durant plusieurs saisons.

#### Internationale
En février 2013, elle est sélectionnée avec sa sélection nationale pour participer aux qualifications au Tournoi de Chypre. Elle fait ses débuts internationales durant ce tournoi.
En septembre 2014, elle figure sur la liste des nommés pour le championnat d'Afrique féminin 2014 organisé en Namibie,.
En 2016, elle participe aux Jeux olympiques de Rio où elle joue une mi-temps sur le terrain.